# Primigesta
Primigesta é o termo utilizado para uma mulher que tem a sua primeira gravidez.

## Gravidez
A primeira gravidez é um período de muitas dúvidas e deve ser acompanhado de perto por um serviço de saúde num serviço pré-natal. Fatores importantes como a idade da mulher têm que ser bem considerados, visto que a gravidez de adolescentes muito jovens e de mulheres idosas (ou após os 40 anos) pode trazer muitos riscos.
Informar o médico das doenças da família é

## Mudanças no corpo
Como é a primeira vez em que o útero recebe o feto, algumas mudanças são muito importantes, do ponto de vista endocrinológico e funcional. Há ganho de peso, crescimento dos seios, alterações hormonais, de pele e humor na maioria das mulheres.

## Perguntas Importantes
Por que tenho que ir ao médico?
- Para ter o acompanhamento ideal para manter a saúde do feto e da mãe.

Tenho que fazer mesmo exames?
- Para verificar a saúde da mãe, são necessários exames de sangue, fezes e urina. Algumas doenças podem ser prevenidas e evitar que a criança nasça com defeitos importantes.

Quanto tempo dura a gravidez?
- A gravidez tem seu tempo calculado em semanas. O esperado é que dure de 38 a 40 semanas.

O que devo ou não devo fazer quando grávida pela primeira vez?
- Deve: dormir bem, praticar exercícios leves, regular o horário e a qualidade da alimentação e procurar o acompanhamento médico.

Não deve: usar bebidas alcoólicas, fumar, e praticar exercícios violentos
O parto da primeira gravidez é mais demorado?
- Geralmente, o parto de uma mulher primigesta é mais demorado, pois é a primeira vez que o útero vai se contrair, o que não é feito de maneira totalmente eficiente. O trabalho de parto da primigesta pode durar até cerca de 24 horas.